# Холостяцька вечірка (фільм, 1984)
«Холостяцька вечірка» (англ. Bachelor Party) — американський комедійний кінофільм режисера Ніла Ізраела. Не рекомендується перегляд дітям і підліткам до 16 років.

## Сюжет
Останньої днини перед весіллям водій шкільного автобуса Рік вирішує зібрати всіх друзів на останню шалену вечірку за принципом «пива й жінок багато не буває». Його наречена Деббі бере ситуацію під особистий контроль і очолює загін вірних подружок, що прямують на парубочі вечорини.
Улаштувавши пастку повіям, яких замовлено для Ріка, подружки переодягаються й проходять до будівлі, де відбувається вечірка. Тим часом багатий батько Деббі, незадоволений тим, що дочка виходить заміж за невдаху, нацьковує на всю компанію колишнього коханого Деббі з метою повернути дочку за всяку ціну.
Рік завзято справляється із ситуацією — відмінно гуляє, не осоромлюється перед друзями й при цьому зберігає вірність своїй нареченій.

## В ролях
- Том Генкс — Рік Гесско
- Тоні Кітейн — (Tawny Kitaen) — Деббі Томсон
- Едріан Змед — (Adrian Zmed) — Джей О'Ніл
- Джордж Гріззард — (George Grizzard) — Містер Томсон
- Барбара Стюарт — (Barbara Stuart) — Міс Томпсон
- Роберт Прескотт — (Robert Prescott) — Коул Вітьер
- Вільям Теппер — (William Tepper) — Доктор Стен Гесско
- Венді Джо Спербер — (Wendie Jo Sperber) — Доктор Тіна Гесско
- Беррі Даймонд — (Barry Diamond) — Руді
- Гаррі Гроссман — (Gary Grosman) — Гарі
- Майкл Дудікофф — (Michael Dudikoff) — Ріко
- Бредфорд Бенкрофт — (Bradford Bancroft) — Бред Моллен
- Мартіна Фінч — (Martina Finch) — Фібі

## Цікаві факти
- Зйомки Холостяцької вечірки почались 15 серпня 1983, і виробництво було закінчено 11 листопада 1983.
- На другий день після початку зйомок, роботи над фільмом були зупинені, і лише через місяць, у вересні, після часткового перероблення сценарію, зйомки продовжились. Такі актори були замінені:

1. Пол Рейзер — Рік Гесско (замінений Томом Генксом);
2. Макджилліс — Деббі Томпсон (замінена Тоні Кітейн);
3. Енді Буметей — Руді Лефорт (замінений Баррі Діемондом)

- На головні ролі розглядались кандидатури Келлі МакГілліс і Пола Райзера.
- На роль Ріка розглядались кандидатури Джима Керрі, Хоуї Мендела і Тіма Роббінса.
- Джулія Луіс — Дрейфус могла зіграти Деббі.